# Матур (река)
Матур (хак. Мадыр) — река в средней части Абаканского хребта, левый приток реки Абакан. Длина — 46 км, площадь водосбора — 530 км².
Протекает по территории Таштыпского района Хакасии. Исток — в 100 м от западной границы республики, устье — в 67 км от слияния рек Большой и Малый Абакан. Абсолютная высота истока около 1000 м, устья — 520 м. Лесистость бассейна — 76 %, заболоченность — около 4 %. Матур имеет около 40 притоков длиной от 4 до 23 км. Наиболее крупные: реки Магаза (23 км), Кульчик (16 км), Читисуг (10 км).
Наблюдения за режимом реки ведутся с 1963 на гидрологическом посту в селе Матур. В годовом ходе водного режима наблюдаются: весенне-летнее половодье, летне-осенние дождевые паводки, летне-осенняя и зимняя межень. Среднегодовой расход воды — около 6,7 м³/с. Питание преимущественно снеговое.
В долине реки расположены населённые пункты село Матур, село Нижний Матур. В бассейне ведутся лесозаготовки, осуществляется лесосплав.

## Притоки
- 3 км: Айзас
- 8 км: Красная
- 11 км: Швиндель
- 14 км: Кулява
- 19 км: Магаза
- 27 км: Чишсуг (Чиш-Сук)
- 32 км: Нижний Кейзюк
- 33 км: Верхний Кейзюк

## Данные водного реестра
По данным государственного водного реестра России относится к Енисейскому бассейновому округу, водохозяйственный участок реки — Енисей от Саяно-Шушенского г/у до впадения реки Абакан, речной подбассейн реки — Енисей между слиянием Большого и Малого Енисея и впадением Ангары. Речной бассейн реки — Енисей.